# Phare du cap Disappointment
Pour les articles homonymes, voir Cap Disappointment.
Le phare du cap Disappointment (anglais : Cape Disappointment Light) est un phare situé au cap Disappointment à l'embouchure du fleuve Columbia sur la côte de l'État de Washington, dans le Comté de Pacific aux États-Unis. Il fait partie du parc d'État du cap Disappointment.
Ce phare est géré par la Garde côtière américaine, et les phares de l'État de Washington sont entretenues par le District 13 de la Garde côtière basé à Seattle.

## Histoire
C'est le premier phare maritime dans la région Nord-Ouest Pacifique mis en service le 15 octobre 1856. En 1848, un phare a été recommandé d'être érigé sur le cap Disappointment dans ce qui était alors le territoire de l'Oregon. En 1852, un crédit de 53 000 dollars a été accordé. Après la conception du phare, une lentille de Fresnel du premier ordre a été commandée. Lorsque la lentille est arrivée, elle était trop grande pour la tour. La reconstruction de la tour a pris deux années supplémentaires. La station fut aussi équipée d'une cloche de brume. La résidence du gardien a été construit à proximité.
Le phare présentait plusieurs lacunes. La cloche de brume était parfois inaudible en raison du rugissement des vagues de l'océan. Elle a été désactivée en 1881 et déplacée au phare de West Point à Seattle, et finalement au phare de Warrior Rock près de Portland. De plus, la lumière n'était pas visible pour les navires venant du nord. Ce problème a été corrigé par la construction du phare de North Head, près du cap Disappointment. La lentille de premier ordre a été déplacée à North Head et remplacée par une lentille de quatrième ordre.
Le phare a été électrifié en 1937. En 1956, la Garde côtière a eu l'intention de fermer la station, mais a conservé la lumière lorsque les pilotes de la station du fleuve Columbia ont protesté. La lumière a été automatisée en 1973. Une plate-forme d'observation a été construite pour permettre à la Garde côtière de surveiller l'état de la circulation maritime littorale.
Le phare émet, à une hauteur focale (d) de 67 m, un feu alternativement blanc et rouge sur une période de 30 secondes. Sa portée est de 22 milles nautiques pour le feu blanc (environ 40 km) et 18 milles nautiques pour le feu rouge (environ 33 km).

## Caractéristiques dufeu maritime
Fréquence : 30 s (alternatif B-R)
- Lumière : 0,3 seconde
- Obscurité : 14,7 secondes

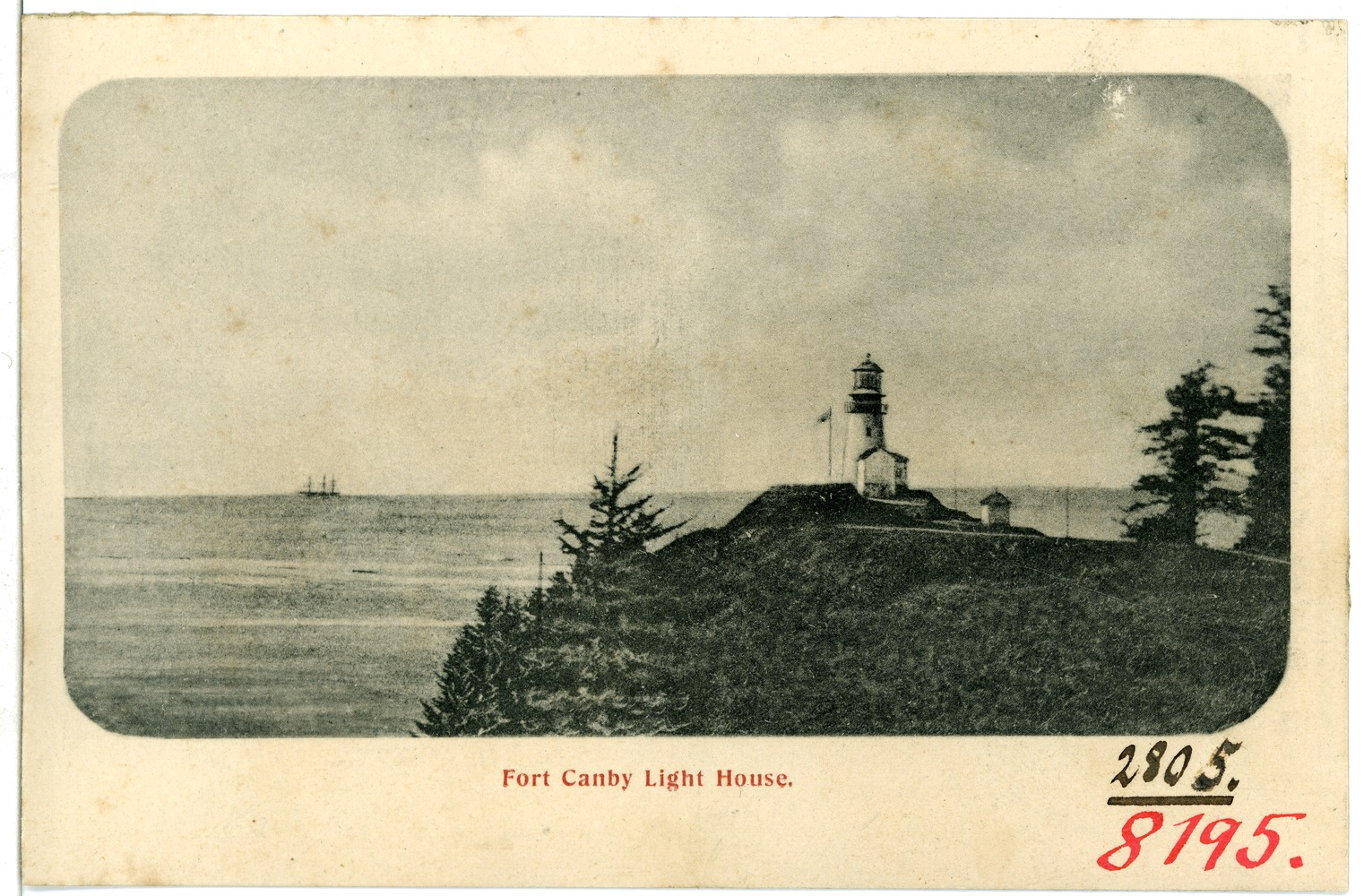
Le phare en 1906
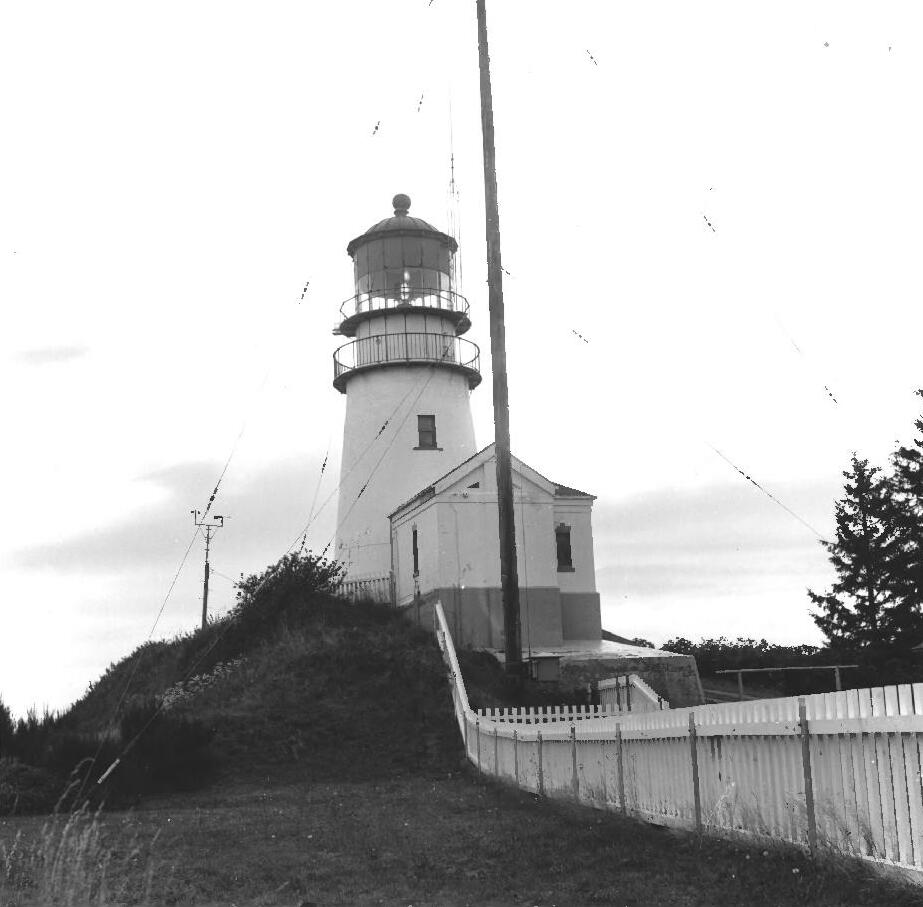
Le phrase en 1971
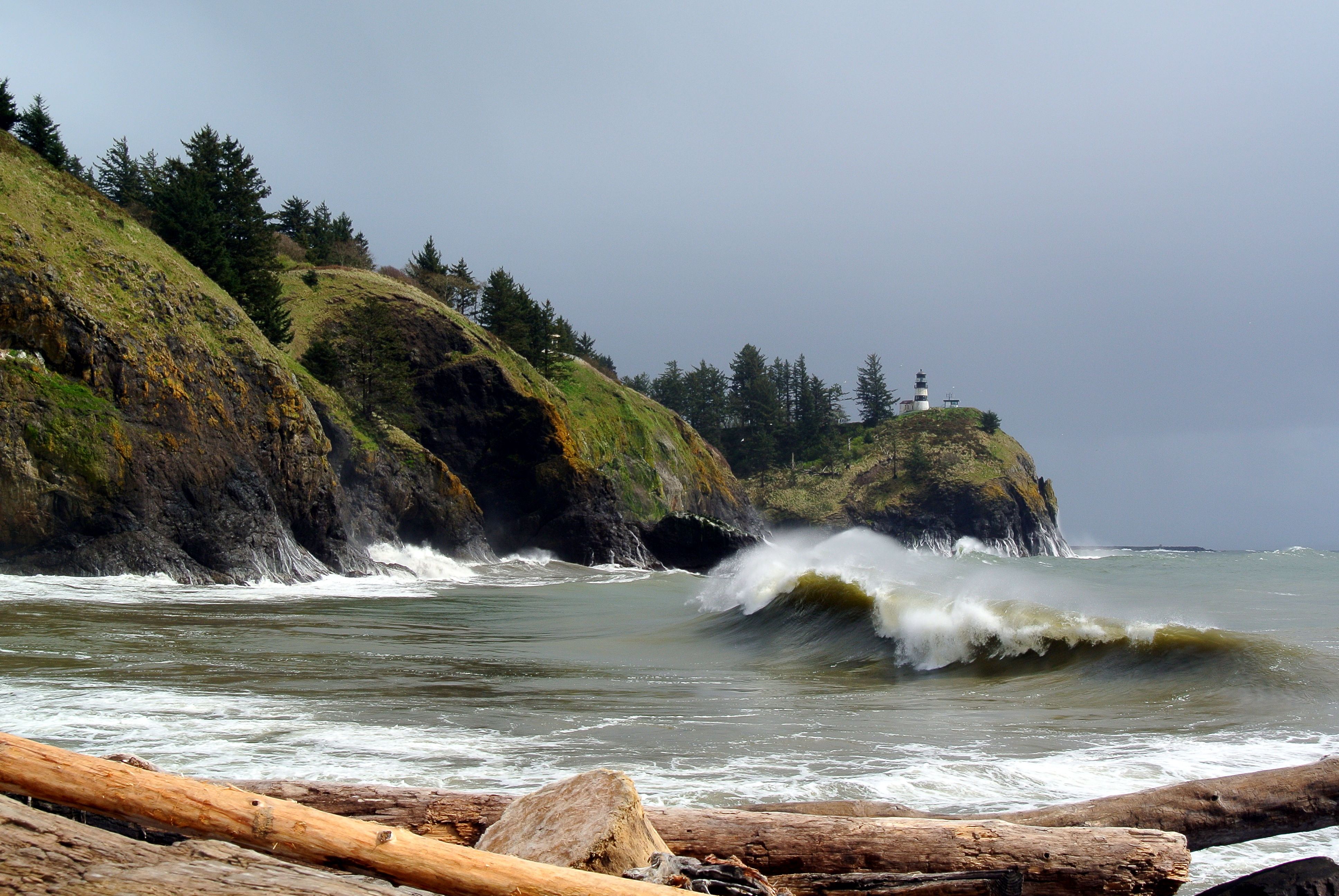
Cap Disappointement
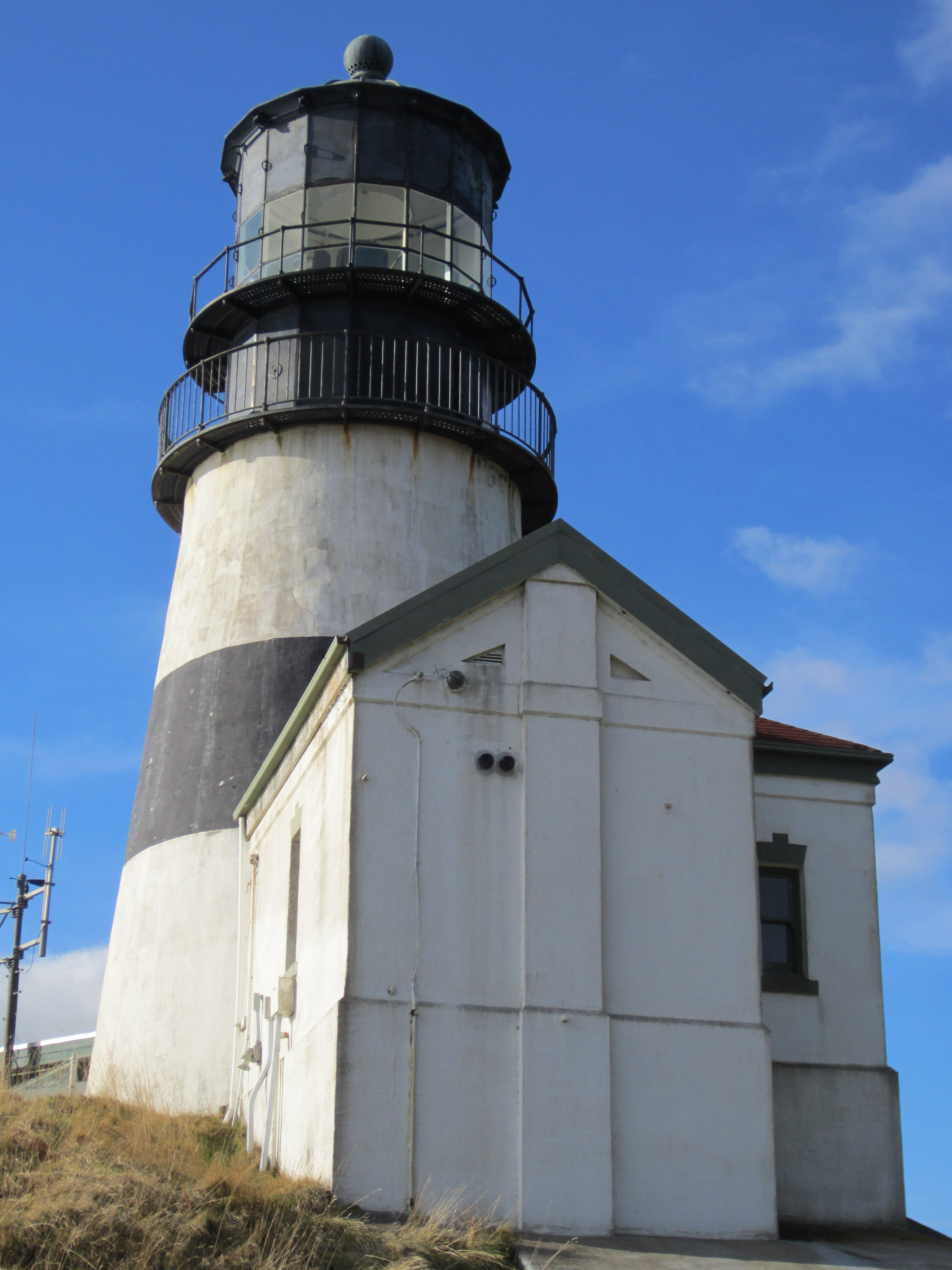
Le phare en 2011
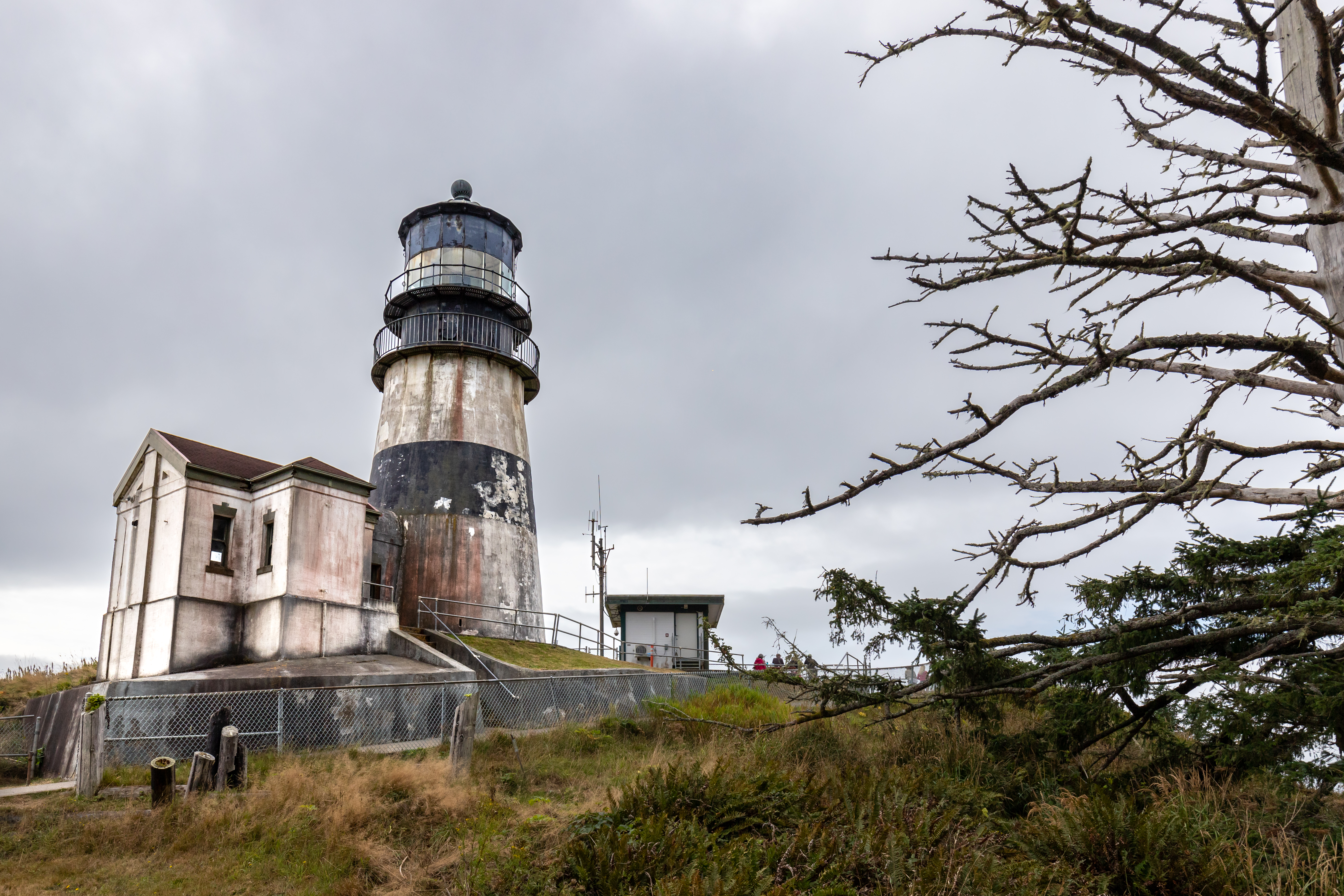
Le phare en 2022

### Lien connexe
- Liste des phares de l'État de Washington